# Собольщиков, Василий Иванович
Василий Иванович Собольщиков (1813—1872) — российский библиотекарь и архитектор Императорской публичной библиотеки, почётный член Императорской Академии художеств (1858).

## Биография
Родился 13 (25) января 1813 года в Витебске. Происходил из старообрядческой семьи. Отец Собольщикова держал в Витебске лавку самых разнообразных товаров, подобие небольшого базара.
Поступил в Витебскую гимназию, проучился там пять лет из семи и бросил ее, не окончив курса. Стал заниматься вместе с отцом торговлей. В то же время служил писцом в Витебском губернском правлении.
В 1830 году перешёл на службу в Санкт-Петербург, где стал помощником столоначальника в канцелярии римско-католической духовной коллегии. Для восполнения пробелов в образовании стал самостоятельно изучать французский и немецкий языки и читать книги научного содержания. Продвижение по службе принесло Собольщикову в 1833 году чин коллежского регистратора, а вместе с ним – право выбирать род дальнейшей службы, и, для облегчения доступа к книгам, он после долгих стараний добился места писаря в канцелярии Императорской публичной библиотеки.
Собольщиков поступил в Публичную библиотеку 31 января (12 февраля) 1834 года и служил там до самой смерти при четырех ее директорах: А. Н. Оленине, Д. П. Бутурлине, М. А. Корфе и И. Д. Делянове. За это время он многое сделал для библиотеки и вообще развития библиотечного дела в России. Начав со службы в канцелярии, Собольщиков последовательно был экономом и казначеем, отвечавшим за финансовые дела библиотеки, помощником библиотекаря, старшим библиотекарем, заведующим отделением изящных искусств и технологий, заведующим хозяйственной и строительной частью библиотеки.
Еще при Оленине, который, наряду со службой по Публичной библиотеке, был президентом Императорской Академии художеств, Собольщиков В. И. стал посещать в качестве вольнослушателя рисовальные классы Академии. Вскоре он посвятил себя специально архитектуре, которую изучал под руководством профессора Мейера. За исполнение заданной ему Академией Художеств программы — «сделать проект публичной библиотеки для губернского города» — Собольщиков получил звание свободного художника архитектуры; начальство же Публичной библиотеки повысило его в помощники библиотекаря, а вслед за тем (1844) он был назначен архитектором Публичной библиотеки. Деятельность Собольщикова на пользу Императорской публичной библиотеки особенно широко развернулась при её директоре графе Корфе. По мысли графа Собольщиков организовал при Публичной библиотеке специальное «отделение иноязычных писателей о России», которое приобрело потом известность не только в России, но и за границей.
В 1859 году В. И. Собольщиков, по Высочайшему повелению, был командирован в Западную Европу для осмотра известнейших публичных библиотек, а по возвращении его из этой поездки, ему поручено было построение новой читальной залы Публичной библиотеки, создавшей Собольщикову своими многими достоинствами широкую архитектурную известность.
В 1860 году Василий Иванович Собольщиков напечатал очерк на русском и французском языках «Обзор больших библиотек Европы в начале 1859 года». В 1865 году Собольщиков издал брошюру «Печное мастерство», а в 1870 году книгу «Что надо делать в домах против холода, сырости и духоты?» В книге, которая была в 1867 году напечатана на тридцати языках только в одном экземпляре и поднесена барону Корфу по случаю его юбилея («Барону Модесту Андреевичу Корфу. В день пятидесятилетия его службы, 9-го июня 1867 г.», СПб., 1867 г.), напечатана статья Собольщикова: «Воспоминания старого библиотекаря», живо рисующая пору блестящих преобразований Публичной библиотеки при бароне Корфе. В последнее время своей жизни Собольщиков служил архитектором Публичной библиотеки и хранителем отдела изящных искусств.
В. И. Собольщиков был автором первоначального проекта собора Успения Пресвятой Девы Марии; после его смерти строительство заканчивалось под руководством архитектора Е. С. Воротилова.
Умер 19 (31) октября 1872 года в Петербурге, погребён на Шуваловском кладбище; там же Наталия Ивановна Собольщикова.

## Сочинения
- Собольщиков В. И. Воспоминания старого библиотекаря // Исторический вестник. — 1889. — Т. ХХХVІІІ. — С. 296–315.